# ロザンナ・デ・ロス・リオス
ロザンナ・デ・ロス・リオス（Rossana de los Ríos、1975年9月16日 - ）は、パラグアイ・アスンシオン出身の女子プロテニス選手。
パラグアイが1991年から女子テニス国別対抗戦・フェドカップに参加し始めた時の、最初のメンバーの1人でもある。
4大大会では、2000年の全仏オープンで女子シングルス4回戦進出がある。自己最高ランキングはシングルス51位、ダブルス52位。

## 来歴
1989年に14歳でプロ入りし、女子ツアー下部組織の大会を回り始める。1991年にパラグアイのフェデレーションカップ初参加が実現し、同じ年であるロザンナ・デ・ロス・リオスとラリサ・シェーラー（Larissa Schaerer）の2人が最初のパラグアイ代表選手に選ばれた。1992年に全仏オープンのジュニア女子シングルス部門で優勝。1993年の全仏オープンで4大大会予選会に初出場し、8月にパラグアイ人女性として初の世界ランキングトップ100位以内に入る。その後1993年全米オープンと1994年全豪オープンで本戦に直接出場するが、ともに1回戦で敗退した。1994年4月を最後にツアー転戦から離れ、12月26日にプロサッカー選手のグスタボ・ネファと結婚する。1997年1月17日にひとり娘が誕生し、デ・ロス・リオスは5年間女子プロテニスツアーから遠ざかった。
娘が2歳半になり、デ・ロス・リオスは1999年6月から5年ぶりにツアーへ復帰した。1年後の2000年全仏オープンは、彼女にとっては1994年全豪オープン以来6年ぶりの4大大会出場で、復帰後初めての挑戦だった。デ・ロス・リオスは予選3試合を勝ち抜き、一気に本戦4回戦まで勝ち進んだ。3回戦でアマンダ・クッツァー（南アフリカ）を 7-5, 6-7, 6-4 で破った勝利の後、4回戦でマルタ・マレーロ（スペイン）に 6-4, 0-6, 4-6 の逆転で敗れた。これは現在においても、パラグアイ人女性による4大大会シングルスの最高成績である。この後、彼女は2003年ウィンブルドンまで「14大会」連続で4大大会シングルス本戦に出場し、2002年はすべて初戦を突破する好調さを見せた。ところが、2003年全米オープンで予選2回戦敗退に終わった後、彼女に再び長期間の低迷が訪れた。
デ・ロス・リオスは2007年、13年ぶりにフェドカップのパラグアイ代表選手に復帰した。2008年に入り、再び彼女のツアー成績は復調に向かう。全仏オープン1回戦ではマルタ・ドマホフスカ（ポーランド）に 6-3, 3-6, 1-6 で敗れ、ウィンブルドンでは1回戦で第1シードのアナ・イバノビッチ（セルビア）と顔を合わせた。全米オープンにおいて、ロザンナ・デ・ロス・リオスは6年ぶりの初戦突破を果たし、2回戦で第7シードのビーナス・ウィリアムズに 0-6, 3-6 で敗れる。2009年にはウィンブルドンで7年ぶり2度目の2回戦に進み、第1シードのディナラ・サフィナ（ロシア）に 3-6, 5-7 で敗れた。
デ・ロス・リオスは1992年のバルセロナ五輪と2000年のシドニー五輪の2大会でオリンピックに出場している。16歳で初出場したバルセロナではラリサ・シェーラーと組んだダブルスに出場したが、初戦で敗退した。シドニーではシングルスに出場し、1回戦でクベタ・ヘルドリコバ（チェコ）を 6-3, 6-2 で破り、2回戦では第1シードのリンゼイ・ダベンポートが棄権したことにより3回戦に進出している。
デ・ロス・リオスは2010年全米オープンの予選1回戦で敗退した試合を最後に、公式試合から遠ざかっている。

## WTAツアー決勝進出結果

### ダブルス: 2回 (0勝2敗)
| 結果   | No. | 決勝日        | 大会       | サーフェス | パートナー                       | 対戦相手                                        | スコア   |
| ------ | --- | ------------- | ---------- | ---------- | -------------------------------- | ----------------------------------------------- | -------- |
| 準優勝 | 1.  | 2002年5月20日 | マドリード | クレー     | アランチャ・サンチェス・ビカリオ | マルチナ・ナブラチロワ ナターシャ・ズベレワ     | 2–6, 3–6 |
| 準優勝 | 2.  | 2002年9月14日 | バイーア   | クレー     | エミリー・ロワ                   | ビルヒニア・ルアノ・パスクアル パオラ・スアレス | 4–6, 1–6 |

## 4大大会シングルス成績
略語の説明
| W | F | SF | QF | #R | RR | Q# | LQ | A | Z# | PO | G | S | B | NMS | P | NH |

W=優勝, F=準優勝, SF=ベスト4, QF=ベスト8, #R=#回戦敗退, RR=ラウンドロビン敗退, Q#=予選#回戦敗退, LQ=予選敗退, A=大会不参加, Z#=デビスカップ/BJKカップ地域ゾーン, PO=デビスカップ/BJKカッププレーオフ, G=オリンピック金メダル, S=オリンピック銀メダル, B=オリンピック銅メダル, NMS=マスターズシリーズから降格, P=開催延期, NH=開催なし.
| 大会           | 1993 | 1994 | 1995-1999 | 2000 | 2001 | 2002 | 2003 | 2004 | 2005 | 2006 | 2007 | 2008 | 2009 | 2010 | 通算成績 |
| -------------- | ---- | ---- | --------- | ---- | ---- | ---- | ---- | ---- | ---- | ---- | ---- | ---- | ---- | ---- | -------- |
| 全豪オープン   | A    | 1R   | A         | A    | 2R   | 2R   | 1R   | A    | A    | A    | A    | LQ   | 1R   | 1R   | 2–6      |
| 全仏オープン   | LQ   | A    | A         | 4R   | 2R   | 3R   | 1R   | LQ   | A    | A    | 1R   | 1R   | 1R   | 2R   | 7–8      |
| ウィンブルドン | LQ   | A    | A         | 1R   | 1R   | 2R   | 1R   | A    | A    | A    | LQ   | 1R   | 2R   | 1R   | 2–7      |
| 全米オープン   | 1R   | A    | A         | 1R   | 1R   | 2R   | LQ   | LQ   | A    | LQ   | LQ   | 2R   | 1R   | LQ   | 2–6      |